# Sitt al-Qusur
Sitt al-Qusur (nome completo Sitt al-Qusur bint Abd al-Majid al-Hafiz em árabe: ست القصور, traduzido como “Senhora dos Palácios”; falecida em 1161) foi uma princesa fatímida, filha do califa Hafiz e irmã do califa Zafir.
Sitt al-Qusur era uma das filhas mais jovens do 11º califa fatímida, Hafiz (que reinou de 1132 a 1149), e, portanto, irmã de Zafir (que reinou de 1149 a 1154). Em abril de 1154, Zafir foi assassinado pelo vizir Abbas ibn Abi al-Futuh e seu filho, Nasr. Após o assassinato, o filho de cinco anos de Zafir, al-Fa'iz, foi colocado no trono como califa, e dois irmãos de Zafir, Yusuf e Jibril, foram executados sob a acusação de estarem envolvidos na conspiração.
Sitt al-Qusur buscou vingança imediatamente contra o vizir Abbas. Ela chegou a entrar em contato com o Reino de Jerusalém, pedindo ajuda para derrubá-lo. Mais perto do Cairo, as princesas fatímidas cortaram seus cabelos como um gesto de súplica e os enviaram ao governador de Asyut, Tala'i ibn Ruzzik. Ibn Ruzzik atendeu ao pedido e marchou em direção ao Cairo. Durante os distúrbios que se seguiram, Abbas e seu filho tentaram fugir para a Síria, mas foram interceptados pelos cruzados perto do Mar Morto. Sitt al-Qusur pagou uma grande quantia para que ambos fossem mortos. Nasr foi mutilado e morto pelas mulheres do palácio, que o espancaram até a morte com seus tamancos. Após a queda de Abbas, Sitt al-Qusur assumiu a tutela de al-Fa'iz, embora o verdadeiro poder estivesse nas mãos de Ibn Ruzzik, que se tornou o novo vizir.
Em julho de 1160, al-Fa'iz morreu de uma convulsão epiléptica. Como sucessor, Ibn Ruzzik escolheu o mais jovem dos príncipes fatímidas, Aladide (al-Adid), de apenas nove anos, cujo pai, Yusuf, era um dos irmãos de al-Zafir executados por Abbas no dia em que al-Fa'iz foi elevado ao trono. Com um menor no poder novamente, a posição de Ibn Ruzzik foi consolidada, e ele a fortaleceu ainda mais ao obrigar o jovem califa a se casar com sua filha.
No entanto, essas ações alarmaram Sitt al-Qusur. Em setembro de 1161, ela se aliou ao mordomo do palácio, eunucos e comandantes das tropas africanas negras para assassinar Ibn Ruzzik no corredor que levava à sala de audiências do califa. O ataque, no entanto, foi mal-executado. Ibn Ruzzik e seu filho, Ruzzik ibn Tala'i, ficaram feridos, mas conseguiram escapar com a ajuda de sua guarda. Eles se refugiaram no palácio vizirial e retaliaram, matando muitos de seus agressores.
Como vingança, Ruzzik mandou trazer Sitt al-Qusur à sua presença e a estrangulou com o próprio véu. Após a morte de Ibn Ruzzik pouco depois, seu filho Ruzzik assumiu o cargo de vizir.